# Baron Dechmont (schip, 1929)
De Baron Dechmont was een Brits stoomvrachtschip van 3.675 ton.   

## Geschiedenis
Ze werd op de scheepswerf voltooid in november 1929 op de Ardrossan Dockyard & Shipbuilding Co Ltd, Ardrossan. De eigenaar was H. Hogarth & Sons Ltd, Glasgow, Schotland, met Ardrossan als thuishaven. Haar bemanning bestond uit 44 man en de lading bedroeg 4.630 ton aan steenkool en cokes. De reisroute van de Baron Dechmont in 1943 begon vanuit Barry, Wales - Milford Haven, Wales, naar Pernambuco, Brazilië, waar ze echter net niet aankwam.
Het verlies van de Baron Dechmont gebeurde omstreeks 18.00 uur op 3 januari 1943. De ongeëscorteerde Baron Dechmont, met kapitein MacCallum als gezagvoerder, werd getorpedeerd en tot zinken gebracht door de U-507, onder bevel van korvkpt. Harro Schacht, ten noordwesten van Kaap San Roque, Brazilië, in positie 03°11' Z. en 38°41' W. Zeven bemanningsleden gingen hierbij verloren. 
Kapitein MacCallum werd gevangengenomen door de Duitse U-bootbemanning. De 28 bemanningsleden en acht artilleristen kwamen in Fortaleza, Brazilië, aan. Van de 44 bemanningsleden verloren zeven man het leven en tien dagen later, na de torpedering van zijn schip, stierf kapitein MacCallum, samen met de 54-koppige Duitse bemanning van de U-507.